# Okanagan Range
Okanagan Range är ett berg i Kanada.   Det ligger i provinsen British Columbia, i den södra delen av landet, 3 300 km väster om huvudstaden Ottawa. Toppen på Okanagan Range är 1 745 meter över havet. Arean är 8 872 kvadratkilometer.
Terrängen runt Okanagan Range är kuperad söderut, men norrut är den bergig. Terrängen runt Okanagan Range sluttar norrut. Runt Okanagan Range är det mycket glesbefolkat, med 3 invånare per kvadratkilometer.. Det finns inga samhällen i närheten.
I omgivningarna runt Okanagan Range växer i huvudsak barrskog.